# Robert Neumann (Schriftsteller)
Robert Neumann (* 22. Mai 1897 in Wien, Österreich-Ungarn; † 3. Jänner 1975 in München) war ein österreichisch-britischer Schriftsteller und Publizist deutscher und englischer Sprache. Er veröffentlichte  zahlreiche Romane, autobiographische Texte, Theaterstücke und Hörspiele sowie einige Drehbücher. Durch seine Parodiensammlungen Mit fremden Federn (1927) und Unter falscher Flagge (1932) – erweiterte Gesamtausgabe in drei Bänden 1969 – gilt er als Begründer der „Parodie als kritischer Gattung in der Literatur der 1920er Jahre“.

## Leben
Robert Neumann wurde als Sohn eines Bankbeamten jüdischer Abstammung und sozialdemokratischer Gesinnung geboren. Er studierte von 1915 bis 1919 Medizin, Chemie und ein Semester Germanistik in Wien. Bei den revolutionären Unruhen in Wien im November 1918 beteiligte er sich zusammen mit Egon Erwin Kisch und anderen an der Erstürmung des Wiener Bankvereins. „Nebenberuflich war ich Medizinstudent - hauptberuflich war ich Revolutionär[...]. Doch hatte ich eigentlich beschlossen, lieber Pazifist zu werden, die Erstürmung des Bankvereins sollte meine letzte revolutionäre Tat sein[...].“ Er arbeitete als Effektenkassierer und Schwimmtrainer. Zeitweilig war er linker Verteidiger der österreichischen Wasserball-Nationalmannschaft. 1922 gründete er mit Leo Fried eine offene Gesellschaft für den Handel mit industriellen Rohstoffen und Kolonialwaren mit Ausschluss des Handels mit Lebens- und Futtermitteln, die 1927 wieder gelöscht wurde. Danach war er kurze Zeit Matrose und Frachtaufseher auf einem Hochseeschiff.
Nachdem er schon 1919 und 1923 kleine Gedichtbände veröffentlicht hatte, gelang ihm mit der Parodiensammlung Mit fremden Federn 1927 der literarische Durchbruch. In einer Umfrage bezeichnete Thomas Mann dieses Buch als bestes des Jahres. Neumann war damit als freier Schriftsteller etabliert. In schneller Folge erschienen weitere Romane, Parodien und Theaterstücke. Daneben hielt er Vorträge und arbeitete als Literaturkritiker unter anderem für die Literaturzeitschriften Die Literatur und Die literarische Welt. Seine Parodien waren so erfolgreich, dass sein sonstiges Werk dagegen verblasste. Rudolf Walter Leonhardt schrieb in seinem Nachruf auf Robert Neumann über diesen Publikumserfolg: „Zwei schmale Bändchen haben ein Lebenswerk von fünfzehn dicken Bänden begraben“.
Neumanns Werke wurden Opfer der Bücherverbrennung 1933 in Deutschland und waren im Dritten Reich verboten. Unmittelbar nach der Errichtung der austrofaschistischen Diktatur im Februar 1934 verließ er Wien und ging ins provisorische Exil nach Großbritannien. 1936 und 1937 verbrachte er einige Monate in Österreich, wo inzwischen die Bibliotheken ebenfalls von seinen Werken „gesäubert“ waren. Bis 1938 konnten seine Romane aber noch in der Schweiz erscheinen.
Als einer der wenigen Exilautoren konnte er auch in England veröffentlichen. 1936 schrieb er das Drehbuch für den britischen Film Abdul the Damned mit Fritz Kortner in der Hauptrolle. Nach dem Anschluss Österreichs 1938 organisierte er in London den „Free Austrian P.E.N.-Club“ und versuchte, von Nazis bedrohten Schriftstellern zur Ausreise zu verhelfen. 1939 ersuchte er um die britische Staatsangehörigkeit, die er aber erst 1947 erhielt. Stattdessen internierte man ihn 1940 für einige Monate als „Enemy Alien“. In den Kriegsjahren lieferte er sporadisch Beiträge für das deutschsprachige Auslandsrundfunkprogramm der BBC. Ab 1942 erschienen insgesamt sechs Romane in englischer Sprache. Als Lektor und Teilhaber des Verlags „Hutchinson International Authors“ initiierte er die Publikation englischer Übersetzungen deutschsprachiger Exilautoren wie Arnold Zweig und Heinrich Mann. Sein Antrag auf ein Einreisevisum in die USA wurde trotz einer Einladung nach Hollywood abgewiesen. Rudolf Walter Leonhardt hielt den 1939 auf Englisch und 1945 auf Deutsch im Vereinigten Königreich erschienenen Roman An den Wassern von Babylon für Neumanns bestes Buch: Es sei ein jüdisches Epos von überwältigender Eindringlichkeit.
Nach dem Ende des Zweiten Weltkriegs lebte Neumann bis Ende 1958 weiter in England, danach in Locarno-Monti im Tessin. 1947 wurde er Ehrenpräsident des wiedererstandenen Österreichischen P.E.N.-Clubs. 1955 sprach er sich in seiner Schlussansprache auf dem Kongress des Internationalen P.E.N., in dem er 1950 einer der Vizepräsidenten war, gegen die „Kalter Krieg“-Parolen des P.E.N-Präsidenten Charles Langbridge Morgan aus und wurde dafür in der Presse als „Kommunist“ attackiert. 1971 forderte Neumann eine Neuorientierung des P.E.N gegen rechte Bestrebungen. Er initiierte die Abwahl des damaligen P.E.N-Präsidenten Pierre Emmanuel und schlug die Kandidatur von Heinrich Böll vor, der in einer Kampfabstimmung auch gewählt wurde. 1966 veröffentlichte er in der linksgerichteten Zeitschrift Konkret eine scharfe Polemik gegen die Gruppe 47 und namentlich gegen Hans Werner Richter, Walter Höllerer und Günter Grass.
Zwischen 1959 und 1974 war Neumann weiter als Romancier, politischer Publizist und beachteter Literaturkritiker mit meist polemisch-satirischer Ausrichtung tätig, u. a. für Konkret, Die Zeit, Pardon, Tribüne, die Deutsche Zeitung – Christ und Welt sowie für alle ARD-Rundfunkanstalten. Gelegentlich veröffentlichte er auch in Spiegel und Stern. 1961 beschäftigte der Plagiatsstreit um seinen Roman Olympia Presse und Gerichte.
Neumann, der mehrfach in seinem Leben mit schweren Erkrankungen zu kämpfen hatte, erkrankte 1974 unheilbar an Krebs. Nach seinem Freitod – laut einer Mitteilung aus dem Familienumkreis – wurde er 1975 auf dem Friedhof München-Haidhausen beigesetzt. Sein Nachlass befindet sich in der Handschriftenabteilung der Österreichischen Nationalbibliothek in Wien.

## Familie
Neumann heiratete am 31. Januar 1920 in Wien Stefanie („Stefie“) Grünwald (1896–1975), mit der er den Sohn Heinrich Herbert („Heini“) hatte (1921–1944). Für ihn schrieb er 1944 den autobiographischen Text Memoirs and Journal of Henry Herbert Neumann, edited by his father. 1941 ließ sich Neumann scheiden und heiratete am 30. Mai 1941 die deutsche Redakteurin, Lektorin und Übersetzerin Lore Franziska („Rolly“) Stern, geb. Becker (1908–1991), von der er 1952 ebenfalls geschieden wurde. 1953 heiratete er die deutsche Tänzerin Evelyn Milda Wally Hengerer (Pseudonym: Mathilde Walewska, 1930–1958) und bekam mit ihr den Sohn Michael Robert Henry (* 1955). 1960 heiratete er in vierter Ehe die Rundfunkredakteurin Helga Heller (1934–1976).

## Auszeichnungen und Ehrungen
- Acting President des Austrian P.E.N. im Londoner Exil (1939–1947)
- Ehrenpräsident des Österreichischen P.E.N-Clubs (ab 1947)
- Vizepräsident des International P.E.N. (ab 1950)
- Österreichisches Ehrenkreuz für Wissenschaft und Kunst I. Klasse (1965)
- Ehrenmedaille der Bundeshauptstadt Wien in Gold (1967)
- Mitglied der Deutschen Akademie für Sprache und Dichtung (1967)

## Bibliographie
- Gedichte. Leonhardt-Verlag, Wien u. a. 1919.
- Zwanzig Gedichte. M. Ahnert, Kassel 1923.
- Die Pest von Lianora (= Engelhorns Romanbibliothek.) Band 1008, Engelhorn, Stuttgart 1927.
- Mit fremden Federn. Parodien. Engelhorn, Stuttgart 1927.
- Jagd auf Menschen und Gespenster. Engelhorn, Stuttgart 1928.
- Die Blinden von Kagoll (= Reclams Universal-Bibliothek. Nr. 7013, ZDB-ID 134899-1). Mit einem autobiographischen Nachwort. Ph. Reclam jun., Leipzig 1929.
- Sintflut. Roman. Engelhorn, Stuttgart 1929.
- Hochstaplernovelle (= Blinde Passagiere. Band 1, ZDB-ID 2483375-7). Engelhorn, Stuttgart 1930.[7] Neuauflage, mit einem Nachwort von Evelyne Polt-Heinzl. Herausgegeben von Alexander Kluy. (= Wiener Literaturen. Band 3). Edition Atelier, Wien 2012, ISBN 978-3-902498-61-8).
- Passion. Sechs Dichter-Ehen. Phaidon-Verlag, Wien 1930.
- Panoptikum. Bericht über fünf Ehen aus der Zeit. Phaidon-Verlag, Wien 1930.
- Karriere. (= Blinde Passagiere. Band 2). Engelhorn, Stuttgart 1931.
- Das Schiff Espérance. Erzählungen. P. Zsolnay, Berlin 1931.
- Die Macht. Roman P. Zsolnay, Berlin u. a. 1932. Auch als: Macht. Desch, München 1964.
- Unter falscher Flagge. Ein Lesebuch der deutschen Sprache für Fortgeschrittene. P. Zsolnay, Berlin u. a. 1932.
- Sir Basil Zaharoff. Der König der Waffen. Bibliothek zeitgenössischer Werke,[8] Zürich 1934 (Erste Ausgabe in Deutschland: Kurt Desch, München 1951; zahlreiche Wiederauflagen; Durchgesehene und an die neue Rechtschreibung angepasste Neuausgabe, mit einem Vorwort von Anne Maximiliane Jäger-Gogoll und Johanes Maria Becker. Wunderkammer-Verlag, Frankfurt am Main 2011, ISBN 978-3-941245-07-5).
- Die blinden Passagiere. Novelle. Bibliothek zeitgenössischer Werke, Zürich 1935.
- Struensee. Doktor, Diktator, Favorit und armer Sünder. Roman. Querido Verlag, Amsterdam 1935 (später: Der Favorit der Königin.).
- Eine Frau hat geschrien … Roman. Humanitas-Verlag, Zürich 1938 (englisch: A Woman Screamed, später: Die Freiheit und der General).
- Scene in Passing. Dent, London 1942 (in deutscher Sprache als: Tibbs. C. Weller, Konstanz 1948).
- The Inquest. A Novel. Hutchinson's International Authors, London u. a. 1944 (in deutscher Sprache als: Bibiana Santis, dann als Treibgut).
- By the waters of Babylon. Übersetzung aus dem Deutschen von Anthony Dent. Dent, London 1939. Deutschsprachige Erstveröffentlichung: An den Wassern von Babylon. Roman. East West Library, Oxford 1945. Erste in Deutschland veröffentlichte Ausgabe: Kurt Desch, München 1954. Später zahlreiche Neuauflagen, zuletzt: An den Wassern von Babylon. Mit einem Nachwort von Herbert Wiesner. Jung und Jung, Salzburg 2025, ISBN 978-3-99027-288-6.
- Children of Vienna. A Novel. Gollancz, London 1946 (in deutscher Sprache als: Kinder von Wien. Aus dem englischen Original übertragen von Franziska Becker. Querido Verlag, Amsterdam 1948; Publikation des Romans in Neumanns eigener Übersetzung ins Deutsche Piper, München/Zürich 1974 u.ö.).
- Blind Man's Buff. Hutchinson's International Authors, London u. a. 1949.
- Insurrection in Poshansk. Hutchinson, London 1952 (in deutscher Sprache als: Die Puppen von Poshansk. Aus dem Englischen übertragen von Georg Goyert. Kurt Desch, München 1952;[9] Neuausgabe: Milena-Verlag, Wien 2012, ISBN 978-3-85286-228-6).
- Mein altes Haus in Kent. Erinnerungen an Menschen und Gespenster. Desch, München u. a. 1957 (Autobiographie).
- Die dunkle Seite des Mondes. Roman (= Gesammelte Werke.). Desch, München u. a. 1959.
- Ausflüchte unseres Gewissens. Dokumente zu Hitlers „Endlösung der Judenfrage“ mit Kommentar und Bilanz der politischen Situation (= Hefte zum Zeitgeschehen.). Verlag für Literatur und Zeitgeschehen, Hannover 1960.
- mit Helga Koppel: Hitler. Aufstieg und Untergang des Dritten Reiches. Ein Dokument in Bildern. Desch, München u. a. 1961 (Parallel zum Film „Hitler“. Regie: Paul Rotha).
- Olympia. Roman (= Gesammelte Werke.). Desch, München u. a. 1961.
- Festival. Roman (= Gesammelte Werke.). Desch, München u. a. 1962.
- Ein leichtes Leben. Bericht über mich selbst und Zeitgenossen. Desch, München u. a. 1963 (Autobiographie).
- Der Tatbestand oder Der gute Glaube der Deutschen. Roman (= Gesammelte Werke.). Desch, München u. a. 1965.
- Vielleicht das Heitere. Tagebuch aus einem andern Jahr (= Gesammelte Werke.). Desch, München u. a. 1968 (Autobiographie).
- Vorsicht Bücher. Parodien, samt einem Lese-Leitfaden für Fortgeschrittene (= Gesammelte Werke.). Desch, München u. a. 1969.
- Dämon Weib Oder die Selbstverzauberung durch Literatur. Samt technischen Hinweisen, wie man dorthin gelangt (= Gesammelte Werke.). Desch, München u. a. 1969.
- Nie wieder Politik. Eine Krankengeschichte mit vielen grausigen Beispielen samt einem unpolitischen Anhang. Konfrontationen. Oder von der Idiotie der Schriftsteller (= Gesammelte Werke.). Desch, München u. a. 1969.
- Deutschland, deine Österreicher. Österreich, deine Deutschen. Hoffmann und Campe, Hamburg 1970, ISBN 3-455-05600-8.
- Oktoberreise mit einer Geliebten. Ein altmodischer Roman (= Gesammelte Werke.). Desch, München u. a. 1970, ISBN 3-420-04599-9.
- Ein unmöglicher Sohn. Roman (= Gesammelte Werke.). Desch, München u. a. 1972.
- 2 × 2 = 5. Eine Anleitung zum Rechtbehalten. Claassen, Düsseldorf 1974, ISBN 3-546-47110-5.
- in eigener Bearbeitung: Die Kinder von Wien. Piper, München/Zürich 1974, ISBN 3-492-02072-0 (Neuausgabe: Mit einem Nachwort von Ulrich Weinzierl. Eichborn-Verlag, Frankfurt am Main 2008 (= Die andere Bibliothek Band 279), ISBN 978-3-8218-6200-2; Neuausgabe: Mit einem Nachwort von Franz Schuh. Jung und Jung Verlag, Salzburg 2023, ISBN 978-3-99027-282-4).
- Franz Stadler (Hrsg.): Robert Neumann. Mit eigener Feder. Aufsätze. Briefe. Nachlassmaterialien.[10] StudienVerlag, Innsbruck-Wien-Bozen 2013, ISBN 978-3-7065-5081-9.

## Belege
1. ↑  Robert Neumann: Deutschland deine Österreicher, Hoffmann und Campe, Hamburg 1970, ISBN 3-455-05600-8, S. 68.
2. ↑  Robert Neumann: Deutschland deine Österreicher, S. 68.
3. ↑  WStLA, Handelsgericht, Handelsregister, A 68/193.
4. 1 2  Rudolf Walter Leonhardt: Vielleicht das Heitere. In: Die Zeit. 10. Januar 1975.
5. ↑  Konkret 8/1966. Auch in: Hermann L. Gremliza (Hrsg.): 30 Jahre Konkret. Hamburg 1987, S. 88–93.
6. ↑  Helga Heller-Neumann, bei DNB
7. ↑  Alfred Strasser: Robert Neumanns Hochstaplernovelle – Versuch über eine gescheiterte Karriere Germanica 2004, S. 81–89 (Rezension).
8. ↑  Ein zum Zsolnay Verlag gehörendes Unternehmen
9. ↑  Perversion des Glaubens Der Spiegel, 27. August 1952 (Rezension).
10. ↑  Robert Neumann. Mit eigener Feder. Aufsätze. Briefe. Nachlassmaterialien.

| Personendaten    | Personendaten                                          |
| ---------------- | ------------------------------------------------------ |
| NAME             | Neumann, Robert                                        |
| KURZBESCHREIBUNG | österreichisch-britischer Schriftsteller und Publizist |
| GEBURTSDATUM     | 22. Mai 1897                                           |
| GEBURTSORT       | Wien                                                   |
| STERBEDATUM      | 3. Januar 1975                                         |
| STERBEORT        | München                                                |